# Aiasa (Aldeia)
Aiasa (Ai-Assa) ist eine osttimoresische Aldeia im Suco Leohito (Verwaltungsamt Balibo, Gemeinde Bobonaro). 2015 lebten in der Aldeia 557 Menschen.

## Geographie
Aiasa bildet den Nordosten des Sucos Leohito. Südwestlich befindet sich die Aldeia Mohak und südlich die Aldeia Ferik Katuas. Im Norden grenzt Aiasa an den Suco Leolima und im Westen an den Suco Balibo Vila. Im Osten bildet der Talau (der hier Taipui heißt) die Grenze zu Indonesien, bis er sich mit dem Malibaca zum Nunura vereinigt. Am Ostufer liegt nun der osttimoresische Suco Tapo/Memo.
Durch den Westen führt die einzige nennenswerte Straße des Sucos. Sie verbindet die Orte Aiasa im Norden an der Grenze zu Balibo Vila, Kamileten und Ualeten im Süden miteinander. Die Straße stellt auch die einzige Verbindung zu den anderen Aldeias und die Außenwelt dar. Abseits von ihr liegen der Weiler Fauk im Westen und Mauleo im Osten, am Ufer des Talau. Zwischen Mauleo und Ualeten liegt der Berg Foho Aiasa (Lage), mit einer Höhe von 464 m.
Im Ort Aiasa steht eine Grundschule.

## Politik
2023 wurde Fransisco Lesu Maia zum Chefe de Aldeia gewählt.